# It’s Not Too Late (Don’t Sorrow)
It’s Not Too Late (Don’t Sorrow) (englisch für ‚Es ist nicht zu spät (keine Sorge)‘) ist ein Lied des deutschen Synthiepop-Duos Wolfsheim. Das Stück ist die zweite Singleauskopplung aus ihrem Debütalbum No Happy View.

## Entstehung und Artwork
Geschrieben wurde das Lied von den beiden Wolfsheim-Mitgliedern Peter Heppner und Markus Reinhardt. Produziert wurde das Lied im Original von Heppner und Reinhardt, die Single vom Produzenten-Team Nine-O-Nine (José Alvarez-Brill, Gento Navaho und Carlos Perón). Das Produzenten-Team tätigte auch die Abmischung, das Arrangement, die Aufnahme und das Mastering. Die Single wurde unter den Musiklabels Contraseña Records und Strange Ways Records veröffentlicht und durch die EFA Medien GmbH Tonträger Produktion und Indigo vertrieben. Die Aufnahmen und Produktionsarbeiten erfolgten im Musik Design in Aachen. Auf dem schwarz-braun gehaltenen Cover der Maxi-Single ist nur die Aufschrift des Künstlernamens und Liedtitels, sowie das Bandlogo, zu sehen. Auf der Rückseite befindet sich ein Zitat von J.A. (José Alvarez-Brill) aus dem Jahr 1992: „Ich wünsch’t es wäre Nacht und Wolfsheim kämen!“. Das Artwork stammt von Ulrike Rank und Ralf Wittke.

## Veröffentlichung und Promotion
Die Erstveröffentlichung von It’s Not Too Late (Don’t Sorrow) erfolgte am 14. Februar 1992 in Deutschland. Im selben Jahr folgte eine Veröffentlichung in Österreich sowie nach mehr als einem Jahr in Spanien 1993. Das Stück wurde als Maxi-Single und Vinylplatte veröffentlicht. Die Maxi-Single beinhaltet neben der Radio- und Extended Version von It’s Not Too Late (Don’t Sorrow) einen von Nine-O-Nine getätigten Remix sowie das Lied Angry Today als B-Seite. Eine 7"-Vinylplatte beinhaltet nur eine Version von It’s Not Too Late (Don’t Sorrow). Eine 12"-Vinylplatte beinhaltet die Extended- und Remixversion von It’s Not Too Late (Don’t Sorrow) und das Lied Angry Today.
Am 24. Mai 2021, zum 30-jährigen Jubiläum von It’s Not Too Late (Don’t Sorrow), erschien eine erneute Singleauflage zum Download und Streaming. Hierbei handelt es sich um eine digitale Version der Maxi-Single aus dem Jahr 1992. Das Frontcover dieser Singlevariante verfügt über ein ähnliches Artwork wie das Original, nur die Darstellungsform wurde abgeändert, diese ist nun an eine Diplopie angelehnt. Carlos Perón, der sich schon vor 30 Jahren für einen Großteil der Produktion verantwortlich zeigte, unterzog den Titeln ein Remastering. Die Neuauflage erschien durch das norwegische Musiklabel Sub Culture Records und wurde durch Edition Eisenberg vertrieben.

## Hintergrund
Bei It’s Not Too Late (Don’t Sorrow) handelt es sich um eine Neuauflage des Originals Don’t Sorrow, welches bereits 1989 auf der zweiten Wolfsheim-Demo Any But Pretty veröffentlicht wurde. Im Original wurde das Lied in kompletter Eigenregie von Heppner und Reinhardt aufgenommen, komponiert und produziert.

## Inhalt
Der Liedtext zu It’s Not Too Late (Don’t Sorrow) ist in englischer Sprache verfasst; ins Deutsche übersetzt bedeutet der Titel „Es ist nicht zu spät (keine Sorge)“. Die Musik und der Text wurden gemeinsam von Peter Heppner und Markus Reinhardt verfasst. Musikalisch bewegt sich das Lied im Bereich des Synthiepop. Aufgebaut ist das Lied auf zwei Strophen und einem Refrain dazwischen sowie am Ende des Liedes. Das Tempo beträgt 127 (Radioversion) bzw. 132 (Extended Version) Beats per minute. Neben dem Hauptgesang von Heppner sind im Hintergrund die Stimmen von Daniela und Melanie von den Stollberger Nightingales zu hören.
Der Inhalt des Stückes soll Menschen Mut machen. Egal in welcher Lebenssituation sich jemand momentan befindet, man soll sich trauen einen Neuanfang zu starten und sich nicht von seinen eigenen Ängsten unterdrücken lassen.
| “It’s not too late (don’t sorrow) … to start again. It’s not too late (don’t sorrow … to charm away your ancient fears. It’s not too late (don’t sorrow … to be wild for roundabouts … to be wild for life.” – Refrain, Originalauszug | „Es ist nicht zu spät (keine Sorge), um wieder von vorne anzufangen. Es ist nicht zu spät (keine Sorge), um deine alten Ängste zu zerstreuen. Es ist nicht zu spät (keine Sorge), um wild für Kreise zu sein … um wild auf das Leben zu sein.“ – Refrain, Übersetzung |

## Mitwirkende
| Liedproduktion - José Alvarez-Brill: Abmischung, Arrangement, Mastering, Musikproduzent, Tonmeister - Peter Heppner: Gesang, Komponist, Liedtexter, Musikproduzent (Original) - Gento Navaho: Abmischung, Arrangement, Mastering, Musikproduzent, Tonmeister - Carlos Perón: Abmischung, Arrangement, Mastering, Musikproduzent, Tonmeister - Markus Reinhardt: Keyboard, Komponist, Liedtexter, Musikproduzent (Original) - Stollberger Nightingales: Hintergrundgesang Artwork (Cover) - Ulrike Rank: Artwork - Ralf Wittke: Artwork | Unternehmen - Contraseña Records: Musiklabel - EFA Medien GmbH Tonträger Produktion: Vertrieb - Indigo: Vertrieb - Musik Design: Abmischung, Produktion, Tonstudio - Strange Ways Records: Musiklabel |

## Rezensionen
Das deutschsprachige Online-Magazin laut.de listete das Studioalbum No Happy View in ihrer Auswertung „30 Jahre, 30 Alben – Best of 1992“ auf. Während ihrer Rezensionen beschrieben sie Wolfsheim als „melodischen Popentwurf“ und zeigten sich verwundert, das es das Duo nicht aus dem Stand in die Charts schaffte, trotz der Vorzeigesingles und heutigen „Klassikern“ wie It’s Not Too Late (Don’t Sorrow) und The Sparrows and the Nightingales.

## Kommerzieller Erfolg
Bis heute konnte sich das Lied in keinen offiziellen Charts platzieren und genaue Verkaufszahlen sind nicht bekannt. Einem größeren Publikum in Europa wurde die Single elf Jahre später 2003 bekannt, als der italienische DJ Gigi D’Agostino das Stück auf seinem Sampler Il programmino di Gigi D’Agostino unterbrachte. Neben It’s Not Too Late (Don’t Sorrow) war auch die Wolfsheim-Single The Sparrows and the Nightingales auf dem Sampler enthalten.